# Wilczków (Sieradz)
Pour les articles homonymes, voir Wilczków.
Wilczków est une localité polonaise de la gmina de Goszczanów, située dans le powiat de Sieradz en voïvodie de Łódź.